# Heterusia columbi
Heterusia columbi là một loài bướm đêm trong họ Geometridae.